# You Make Me Real
«You Make Me Real» es una canción escrita por Jim Morrison, lanzado como primer y único sencillo para el álbum Morrison Hotel, junto con el B-Side «Roadhouse Blues».
Nunca lograron meter este sencillo dentro de los Pop Charts.
En el álbum In Concert existe una versión en vivo.
- Datos: Q3506037